# Copa del Rei de futbol 2012-13
La Copa del Rei de Futbol 2012-13 fou la 36a edició de la competició i la 110a si tenim en compte els diferents noms que ha rebut la Copa d'Espanya des de la seva creació. Va comptar amb la participació de vuitanta-tres equips de les divisions Primera, Segona, Segona B i Tercera, excepte els equips filials d'altres clubs encara que juguin en aquestes categories. El campió va ser l'Atlètic de Madrid qui va conquistar el seu desè títol en imposar-se per 1-2 al Reial Madrid C. F. en camp rival. Com que ambdós equips ja estaven classificats per a disputar la següent edició de la Lliga de Campions de la UEFA, el lloc corresponent al campió (o subcampió) per competir a l'Europa League l'ocuparà el setè (o el vuitè si el Màlaga CF finalitzés entre els set primers) de la lliga de la primera divisió espanyola.

## Equips classificats
Van disputar la Copa del Rei 2012-13, en funció de la seva classificació en les quatre primeres categories del sistema de competició de lliga en la temporada 2011/12, i partint de determinades rondes segons la seva categoria en la corresponent campanya, els següents equips:

### Primera Divisió
Els vint equips de la Primera Divisió 2011/12:
| - Athletic Club - Club Atlético de Madrid - FC Barcelona - Real Betis Balompié - RCD Espanyol - Getafe CF - Granada CF - Llevant UE - Màlaga CF - RCD Mallorca | - CA Osasuna - Real Racing Club de Santander - Rayo Vallecano de Madrid - Reial Madrid CF - Reial Societat - Sevilla FC - Real Sporting de Gijón - València CF - Vila-real CF - Reial Saragossa |

### Segona Divisió
Vint equips de Segona Divisió 2011/12 (exclosos el FC Barcelona "B" i el Vila-real CF B com a equips filials):
| - A. D. Alcorcón - CE Alcoià - UD Almería - FC Cartagena - R. C. Celta de Vigo - Córdoba CF - RC Deportivo de La Corunya - Elx CF - Girona FC - CD Guadalajara | - Hèrcules CF - S. D. Huesca - UD Las Palmas - Real Murcia CF - Club Gimnàstic de Tarragona - CD Numància de Soria - R. C. Recreativo de Huelva - C. E. Sabadell FC - Reial Valladolid CF - Xerez C. D. |

### Segona Divisió B
Vint equips de Segona Divisió B 2011/12: els cinc millors classificats en cadascun dels quatre grups, exceptuant els equips filials, a més dels cinc clubs amb millor puntuació, sense distinció de grups:
| Grup 1 - CD Tenerife - CD Lugo - Albacete Balompié - Reial Oviedo - La Roda CF | Grup 2 - CD Mirandés - S. D. Ponferradina - S. D. Eibar - S. D. Amorebieta - UD Logroñés - Deportivo Alavés | Grup 3 - CE Atlètic Balears - Oriola CF - Huracà València CF - CF Badalona - U. E. Llagostera - C. E. L'Hospitalet - Club Lleida Esportiu | Grup 4 - Cadis CF - Real Balompédica Linense - Lucena CF - Real Jaén CF - UD Melilla - CD San Roque de Lepe - C. P. Cacereño |

### Tercera Divisió
Els divuit equips campions dels grups de Tercera Divisió 2011/12 (en cas que un equip filial sigui campió del seu grup la plaça s'adjudica l'equip no filial millor classificat):
| - CD Ourense - Caudal Deportivo - S. D. Noja - CD Laudio - A. E. Prat - Catarroja CF - CF Fuenlabrada - Real Ávila CF - Loja C. D. | - Atlético Sanluqueño CF - CD Constància - CD Marino - Yeclano Deportivo - Arroyo C. P. - Peña Sport FC - S. D. Logroñés - S. D. Ejea - C. P. Villarrobledo |

## Primera ronda
La primera ronda del torneig la van disputar els quaranta-tres equips de Segona Divisió B i Tercera Divisió, dels quals set van quedar exempts. L'eliminatòria es va decidir a partit únic entre els dies 29 i 30 d'agost de 2012, al camp dels clubs dels quals les boles del sorteig van ser extretes en primer lloc.
| Local                  | Resultat | Visitant                    |
| ---------------------- | -------- | --------------------------- |
| Caudal Deportivo       | 2 - 0    | CD Marino                   |
| CD Ourense             | 2 - 1    | Real Ávila CF               |
| Reial Oviedo           | 2 - 0    | CF Fuenlabrada              |
| S. D. Logroñés         | 2 - 1    | UD Logroñés                 |
| S. D. Noja             | 3 - 2    | S. D. Amorebieta            |
| CD Laudio              | 0 - 1    | S. D. Eibar                 |
| S. D. Ejea             | 4 - 2    | Peña Sport FC               |
| C. E. L'Hospitalet     | 1 - 0    | Oriola CF                   |
| CE Alcoià              | 2 - 0    | CE Atlètic Balears          |
| CD Constància          | 3 - 0    | Yeclano Deportivo           |
| A. E. Prat             | 2 - 1    | Club Gimnàstic de Tarragona |
| U. E. Llagostera       | 1 - 0    | CF Badalona                 |
| Cadis CF               | 3 - 2    | CD San Roque de Lepe        |
| Arroyo C. P.           | 2 - 1    | La Roda CF                  |
| Albacete Balompié      | 4 - 0    | Loja C. D.                  |
| C. P. Villarrobledo    | 1 - 3    | C. P. Cacereño              |
| Atlético Sanluqueño CF | 1 - 0    | FC Cartagena                |
| Catarroja C. F.        | 0 - 2    | Deportivo Alavés            |

## Segona ronda
La segona ronda del torneig la van disputar els divuit vencedors de la primera ronda, els set equips que n'havien quedat exempts, i els vint equips de Segona Divisió. Els equips de Segona van haver, obligatòriament, d'enfrontar-se entre si. L'eliminatòria es va jugar a partit únic entre els dies 11 i 12 de setembre de 2012.
| Local                    | Resultat           | Visitant                      |
| ------------------------ | ------------------ | ----------------------------- |
| Lucena CF                | 4 - 1              | S. D. Logroñés                |
| CD Constància            | 1 - 1 (pen. 3 - 1) | CD Ourense                    |
| CE L'Hospitalet          | 1 - 1 (pen. 3 - 4) | SD Noja                       |
| Deportivo Alavés         | 2 - 1              | Atlético Sanluqueño CF        |
| Club Lleida Esportiu     | 0 - 2              | SD Eibar                      |
| UE Llagostera            | 1 - 0              | SD Ejea                       |
| Reial Oviedo             | 0 - 0 (pen. 4 - 5) | AE Prat                       |
| Huracán Valencia CF      | 1 - 1 (pen. 4 - 2) | Albacete Balompié             |
| CE Alcoià                | 1 - 0              | CD Tenerife                   |
| Real Jaén CF             | 2 - 0              | Caudal Deportivo              |
| Cadis CF                 | 1 - 2              | Arroyo CP                     |
| Real Balompédica Linense | 2 - 2 (pen. 5 - 6) | UD Melilla                    |
| UD Almería               | 2 - 0              | Real Murcia CF                |
| Real Sporting de Gijón   | 2 - 0              | Girona FC                     |
| SD Huesca                | 2 - 1              | CD Guadalajara                |
| CD Lugo                  | 0 - 1              | Real Racing Club de Santander |
| CE Sabadell FC           | 2 - 0              | Hércules Club de Fútbol       |
| Vila-real CF             | 0 - 2              | SD Ponferradina               |
| CD Mirandés              | 2 - 0              | R. C. Recreativo de Huelva    |
| Córdoba CF               | 1 - 0              | Elx CF                        |
| Xerez CD                 | 0 - 1              | UD Las Palmas                 |
| AD Alcorcón              | 4 - 1              | CD Numancia de Soria          |

## Tercera ronda
La tercera ronda del torneig la van disputar els vint vencedors de la segona ronda, a més del club que n'havia quedat exempt. Els equips de Segona Divisió van haver, de nou, d'enfrontar-se entre si obligatòriament. L'eliminatòria es va jugar a partit únic entre els dies 17 i 18 d'octubre de 2012.
| Local                  | Resultat           | Visitant                      |
| ---------------------- | ------------------ | ----------------------------- |
| UD Las Palmas          | 4 - 2              | Real Racing Club de Santander |
| Real Sporting de Gijón | 2 - 1              | CD Mirandés                   |
| UD Almería             | 3 - 0              | A. D. Alcorcón                |
| S. D. Huesca           | 1 - 1 (pen. 3 - 4) | S. D. Ponferradina            |
| C. E. Sabadell F. C.   | 0 - 1              | Córdoba CF                    |
| Huracàn València C. F. | 1 - 2              | Deportivo Alavés              |
| Lucena C. F.           | 1 - 3              | C. P. Cacereño                |
| CD Constància          | 1 - 1 (pen. 7 - 8) | UD Melilla                    |
| S. D. Eibar            | 1 - 0              | Arroyo C. P.                  |
| S. D. Noja             | 0 - 1              | Real Jaén CF                  |
| A. E. Prat             | 2 - 3              | U. E. Llagostera              |

## Fase final
La fase final consistí en quatre rondes eliminatòries a doble partit. El sorteig va tenir lloc el dia 18 d'octubre de 2012 i va determinar els següents enfrontaments:

### Setzens de final
En els setzens de final participaran els onze equips vencedors de la tercera ronda, el club que n'havia quedat exempt, i els vint equips de Primera Divisió. Els set equips que jugaven competicions europees s'havien d'enfrontar obligatòriament amb els set classificats de Segona Divisió B i els equips de Segona Divisió ho havien de fer contra equips de primera divisió. L'eliminatòria es disputà a doble partit entre els dies 31 d'octubre i 12 de desembre de 2012.
| Local anada               | Resultat global | Local tornada            | Anada | Tornada |
| ------------------------- | --------------- | ------------------------ | ----- | ------- |
| UD Almería                | 2 - 3           | R. C. Celta de Vigo      | 2 - 0 | 0 - 3   |
| CE Alcoià                 | 1 - 7           | Reial Madrid CF          | 1 - 4 | 0 - 3   |
| Real Sporting de Gijón    | 1 - 2           | CA Osasuna               | 1 - 0 | 0 - 2   |
| U. E. Llagostera          | 1 - 5           | València CF              | 0 - 2 | 1 - 3   |
| Deportivo Alavés          | 1 - 6           | FC Barcelona             | 0 - 3 | 1 - 3   |
| Córdoba CF                | 4 - 2           | Reial Societat           | 2 - 0 | 2 - 2   |
| S. D. Eibar(v)            | 1 - 1           | Athletic Club            | 0 - 0 | 1 - 1   |
| C. P. Cacereño            | 4 - 4           | Málaga CF(v)             | 3 - 4 | 1 - 0   |
| Real Jaén C. F.           | 0 - 4           | Club Atlético de Madrid  | 0 - 3 | 0 - 1   |
| S. D. Ponferradina        | 0 - 4           | Getafe CF                | 0 - 4 | 0 - 0   |
| UD Las Palmas             | 1 - 0           | Rayo Vallecano de Madrid | 1 - 0 | 0 - 0   |
| Real Valladolid C. F.     | 1 - 3           | Real Betis Balompié      | 1 - 0 | 0 - 3   |
| UD Melilla                | 2 - 4           | Levante U. D.            | 1 - 0 | 1 - 4   |
| Reial Saragossa(v)        | 2 - 2           | Granada C. F.            | 1 - 0 | 1 - 2   |
| RC Deportivo de La Coruña | 1 - 1           | RCD Mallorca(v)          | 1 - 1 | 0 - 0   |
| Sevilla FC                | 6 - 1           | RCD Espanyol             | 3 - 1 | 3 - 0   |

### Vuitens de final
Les eliminatòries es disputaren a doble partit de l'11 al 13 de desembre de 2012 (anada), i del 8 al 10 de gener del 2013 (tornada), amb l'excepció de l'eliminatòria entre l'Eibar i el Màlaga, en què el partit d'anada es jugà el 19 de desembre. Per regla, les eliminatòries entre equips de diferent categoria disputaven l'anada al camp de l'equip de categoria inferior, per la qual cosa s'alternà en conseqüència l'ordre d'algunes eliminatòries.
| Local anada         | Resultat global | Local tornada       | Anada | Tornada |
| ------------------- | --------------- | ------------------- | ----- | ------- |
| R. C. Celta de Vigo | 2 - 5           | Reial Madrid CF     | 2 - 1 | 0 - 4   |
| CA Osasuna          | 1 - 4           | València CF         | 0 - 2 | 1 - 2   |
| Córdoba C. F.       | 0 - 7           | FC Barcelona        | 0 - 2 | 0 - 5   |
| S. D. Eibar         | 2 - 5           | Málaga CF           | 1 - 1 | 1 - 4   |
| Atlètic de Madrid   | 3 - 0           | Getafe C.F.         | 3 - 0 | 0 - 0   |
| U.D. Las Palmas     | 1 - 2           | Real Betis Balompié | 1 - 1 | 0 - 1   |
| Levante U.D.        | 0 - 3           | Reial Saragossa     | 0 - 1 | 0 - 2   |
| RCD Mallorca        | 2 - 6           | Sevilla FC          | 0 - 5 | 2 - 1   |

### Quarts de final
Els quarts de final de la competició es van jugar a doble partit entre els dies 15 i 24 de gener.
| Local anada       | Resultat global | Local tornada       | Anada | Tornada |
| ----------------- | --------------- | ------------------- | ----- | ------- |
| Reial Madrid CF   | 3 - 1           | València C. F.      | 2 - 0 | 1 - 1   |
| FC Barcelona      | 6 - 4           | Málaga C. F.        | 2 - 2 | 4 - 2   |
| Atlètic de Madrid | 3 - 1           | Real Betis Balompié | 2 - 0 | 1 - 1   |
| Reial Saragossa   | 0 - 4           | Sevilla FC          | 0 - 0 | 0 - 4   |

### Semifinals
| Local anada       | Resultat global | Local tornada | Anada | Tornada |
| ----------------- | --------------- | ------------- | ----- | ------- |
| Reial Madrid CF   | 4 - 2           | FC Barcelona  | 1 - 1 | 3 - 1   |
| Atlètic de Madrid | 4 - 3           | Sevilla F. C. | 2 - 1 | 2 - 2   |

### Final
La final es va disputar a l'Estadi Santiago Bernabéu el divendres 17 de maig de 2013.
| Reial Madrid CF | 1 – 2 (pr.) | Atlètic de Madrid             |
| --------------- | ----------- | ----------------------------- |
| Ronaldo 14'     | Acta        | Diego Costa 35' · Miranda 98' |

| Guanyador de la Copa del Rei 2012-13 |
| ------------------------------------ |
|                                      |
| Atlètic de Madrid Desè títol         |

## Golejadors
Llista de màxims golejadors de la competició d'acord amb les actes oficials de la Reial Federació Espanyola de Futbol:
| Pos. | Jugador           | Equip             | Gols |
| ---- | ----------------- | ----------------- | ---- |
| 1.°  | Diego Costa       | Atlètic de Madrid | 7    |
| 1.°  | Cristiano Ronaldo | Reial Madrid CF   | 7    |
| 3.°  | Álvaro Negredo    | Sevilla FC        | 6    |
| 4.°  | David Villa       | FC Barcelona      | 5    |
| 5.°  | Lionel Messi      | FC Barcelona      | 4    |
| 5.°  | Karim Benzema     | Reial Madrid CF   | 4    |
| 7.°  | Rubén Castro      | Reial Betis       | 3    |
| 7.°  | Roque Santa Cruz  | Málaga CF         | 3    |